# Джейрани
Джейрани, Джейраны или Джайрани (азерб. Ceyranı, арм. Ջեյրանի или арм. Ջեյրանի պես [джейрани пес] — «подобно джейрану»), известный также как «джейран-балла» (азерб. Ceyran bala) — старинный азербайджанский и армянский сольный танец.  Азербайджанский вариант танца относится к числу наиболее популярных сольных женских танцев Азербайджана. Армянский вариант танца распространён в Карабахе и Зангезуре.

## Этимология
Название танца восходит к названию наиболее любимого в народе животного — джейрана. 

## Исполнение
Армянский вариант танца исполняется женщинами, азербайджанский же вариант может исполняться как женщинами, так и мужчинами.
Русский этнограф П. Востриков в своей статье «Музыка и песня у адербейджанских татар», опубликованной в 1912 году в «Сборнике материалов для описания местностей и племен Кавказа», отмечал, что есть несколько танцев, которые пользуются у «адербейджанских татар» большой популярностью, один из которых называется по-азербайджански (у автора — «по-татарски») «джейраны». Движения азербайджанского варианта танца передают лёгкость и изящество газели, отличающейся стройностью сложения, ловкими, пугливыми движениями, легкостью прыжка и бега. Грациозность и мягкость движений джейрана показаны в этом танце более чётко. В середине азербайджанского быстрого танца, состоящего из ряда основных танцевальных движений, появляются внезапные ферматы и длинные звуки в мелодии танца.
Армянский вариант «Джейрани» подчёркивает красоту женщины, которая сопоставляется с антилопой. Выпрямленный стан девушки, манера держать руки и голову перекликаются с движениями джейрана. Танец строится по кругу, для него характерны мягкая поступь и упругие шаги, лёгкое взбрасывание кистей рук вверх, а также медленные «двели» (одно из основных движений армянского танца).

## Музыкальная характеристика
Музыкальный размер — 6/8 (3/4). Темп — скорый. Лад — шур и раст. Азербайджанский вариант танца обладает лирической мелодией, для которой характерны беглость и повторение отдельных музыкальных фраз.

## Записи музыки танца
Ноты музыки танца, записанные азербайджанским композитором Саидом Рустамовым, были опубликованы в 1937 году в сборнике «Азербайджанские танцевальные мелодии».

Нотные записи
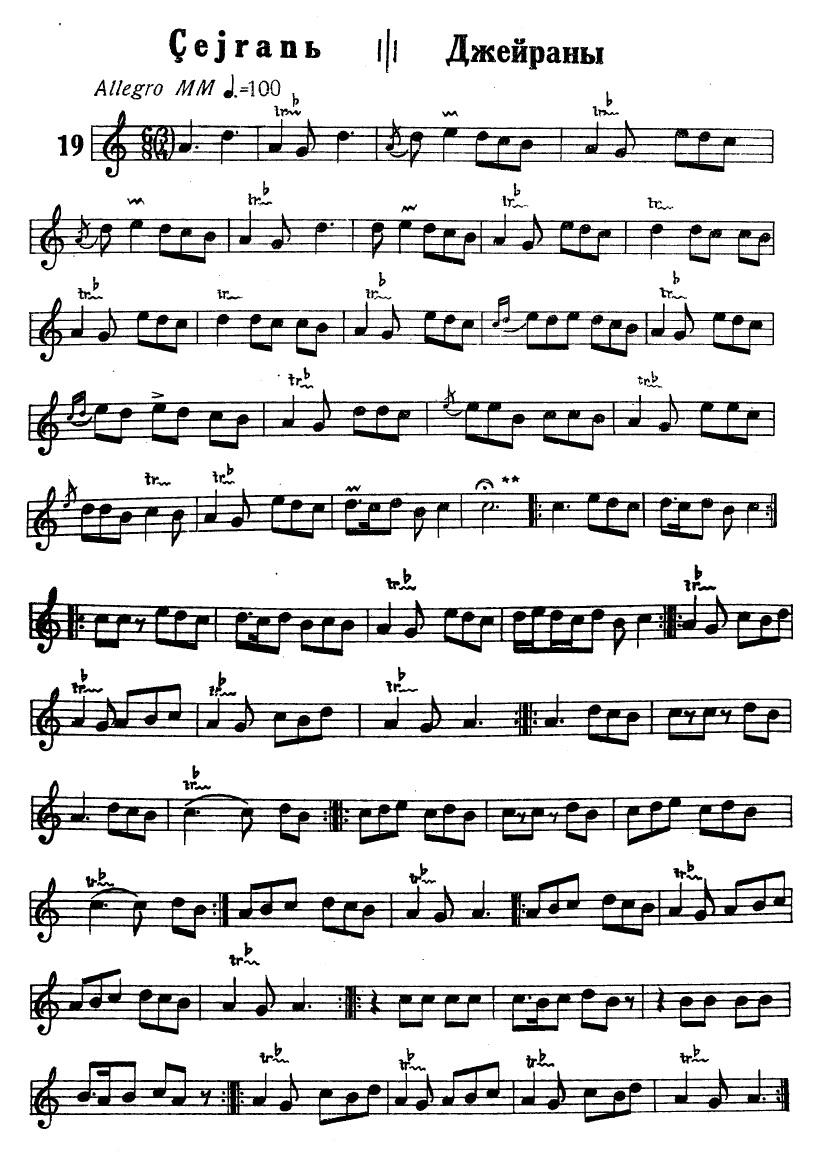
Ноты музыки танца из сборника «Азербайджанские танцевальные мелодии» Саида Рустамова (Баку, 1937)
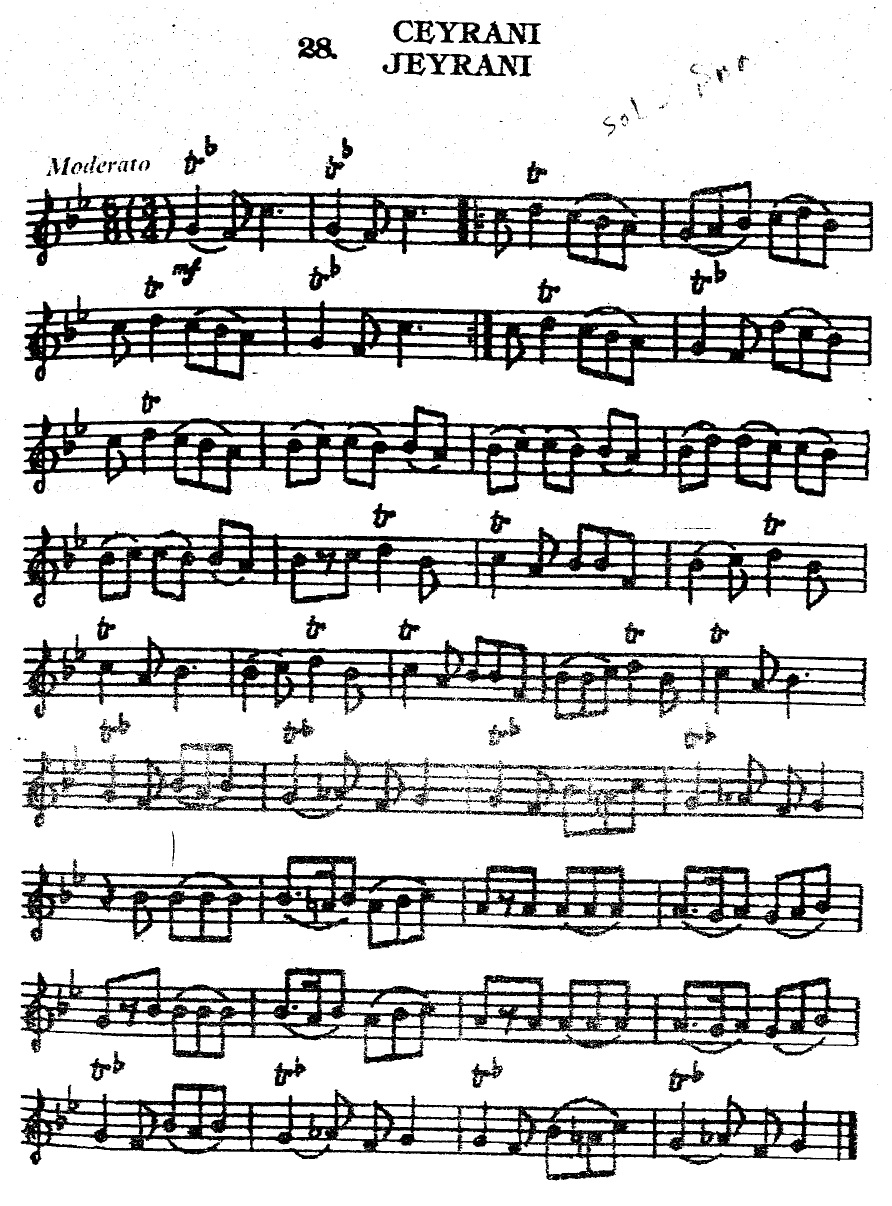
Ноты музыки танца «Джейрани» из сборника «Азербайджанские народные танцы» (Баку, 2002)